# 裏金
裏金（うらがね）とは、
- 収賄罪にあたる、取引を有利にするために表に出さずにやりとりする金銭[1]。
- 横領罪・脱税にあたる経理（けいり）上、正式な出入金記録に記載せずに窃盗された金銭。
- 鉋（かんな）につかわれる刃を調整するための金属。
- 曲尺（かねじゃく）の裏に目盛りを書いている。裏曲、裏矩とも書く。
- 靴の裏の摩耗しやすいところを補強するために使っている金板のこと。

ここでは、上位2項について詳しく解説する。

## 横領・脱税にあたる裏金事件

### 裏金づくり
裏金づくりは、公共機関、企業、各種の団体とあらゆるところで日常的に行われていると考えられるが、当事者の証言がない限り実態の解明は困難であることが多い。
特にプール金と呼ばれる、経理上の不当操作を行なっての積立は後を絶たず、実質的には流動的資金の積立てと云う名目で慣例化し組織内で容認されている場合もあって、内部の人間ですら、事実上の横領・背任行為、または詐欺行為である事を自覚していない場合もある。
特に中央官庁や地方公共団体といった公共機関は飲食費、出張費、消耗品費など他費目名義の予算を経理の不当操作によって裏金化して、運営上必要な費目へ充当、上位組織への上納金、マスコミなどの買収・口止め、官官接待（監査時の監査委員の慰労接待など）、私物購入、遊興費（飲み会の費用等）などに使っていた。
不祥事として発覚して世間の批判を浴びるたびに、これら裏金ねん出の温床とされた費用執行には領収書や報告書、執行状況の写真添付など厳格化されている。

### 警察不正経理問題
1984年には既に元内閣調査室主管・松橋忠光（警察庁より出向、警視監）が著書『わが罪はつねにわが前にあり』で警察の組織的不正経理の実態を告発していた。ところが当時警察庁は同書に対し「コメントする内容のものではない」と無視した。また、1987年にも、元兵庫県警巡査・松本均が、著書『交番のウラは闇』などで、兵庫県警に於ける組織的な裏金作りや、超過勤務手当の不払い等の不正を告発していた。
警察不祥事が続くなか、今度は不正経理問題が内部告発や自主申告の形で公表された。このような体質が全国で常態化しているといわれている。
2004年に入って、北海道警察で不正経理に直接かかわっていたとする道警ナンバー3の地位にいた原田宏二元警視長が実態を告発したことに触発され、宮城県警察・福岡県警察・静岡県警察・愛知県警察・島根県警察・熊本県警察の元職員による告発が続出し、不正支出金問題が全国規模で表面化した。
全国市民オンブズマン連絡会議が2004年から行った「警察裏金追及」キャンペーンでは、7道県警で12億2223万4259円を返還させた（2007年12月21日現在）。
警察の不正経理問題が表面化してから、大量の会計文書が「誤って廃棄」されるという事件が、全国の警察で続発している。警察庁のまとめでは計604人が「処分」されたことになっている。しかし、「破棄は組織的に行われた」「処分と言っても軽すぎる」「疑惑の引きだ」との強い批判の声が、警察の裏金問題を告発してきた元警察官や警察関係者から上がっている。
廃棄された文書は、捜査費証拠書類、旅行命令簿、物品取得書などの裏金作りに関係ある証拠文書ばかりである。警察庁の文書の保存期間は、5年間であるが、2004年3月に保存期間を延長した。その延長したにもかかわらず「誤って」破棄された。破棄は警察庁をはじめ、北海道、警視庁、その他37府県にまたがっている。
宮城県では、浅野史郎知事が県警への不信感をあらわにして、不正経理問題の温床とみられた捜査報償費の予算要求を大幅減額査定するなど知事と県警の対立が続いた。しかし、浅野の不出馬で実施された知事選で浅野の後継指名者を破り当選した村井嘉浩は、当選後すぐに捜査報償費を要求額の満額執行を認め不正経理問題をうやむやにして終結させた。
愛媛県警察では、告発した鉄道警察隊員の仙波敏郎が拳銃を没収された上に職務経験とは何の関係もない通信指令室付（本人を流す為にわざわざ新設された左遷用部署）となり、果ては昇進まで拒否された（巡査部長級に留め置き）。県人事委員会が不当人事と認め、警察本部に対し原職復帰させるよう命じる騒ぎとなった。更に2007年9月、県を相手取った損害賠償請求訴訟でも勝訴。
2008年から2010年にかけて、千葉県警察・岩手県警察・滋賀県警察・広島県警察・山形県警察で、2011年には石川県警察で不正経理が発覚したが、全てもみ消されている。

### 内部告発者
- 大内顕
- 仙波敏郎
- 大河原宗平

### 中央官庁関連
外務省の外交機密費（報償費）による裏金作りも有名である（外務省機密費流用事件）。官邸への上納金が主であるといわれており、官邸改革・外務省改革の必要性が問題になっている。
その他、広島労働局不正支出金（1億3000万円）が表面化している。
社会保険庁の職員による国民年金保険料の着服が明らかになった。また、90市区町村で101件の着服事案が判明した。総務省は刑事告発を含む対応を取るように要望する文書を出した。

元検察官の三井環により、検察庁の調査活動費の裏金使用が内部告発され、2001年1月に『噂の真相』に西岡研介記者による記事が掲載された。その後、三井はTV番組で検察組織の裏金問題について語ろうとしたが、出演当日に逮捕され、マスメディアは「検察による内部告発つぶし」と批判した。
元大阪高等裁判所裁判官の生田暉雄により、最高裁判所にも裏金が存在することが指摘されている。生田の試算では、金額は警察の裏金よりも多いという。
2009年末には退陣直前の麻生内閣による官房機密費（やはり報償費である）流用疑惑が発覚。市民団体が2010年1月、支出理由開示を求めて訴訟を提起する騒動になっている。

### 地方自治体関連
- 1995-96年に全国市民オンブズマン連絡会議が行った「官官接待・カラ出張」追及では、25都道府県で303億8722万円を返還させた（1998年7月調査）。また、2006-2008年10月17日までに発覚し返還された自治体の裏金は、29億154万6119円に上る。
- 大阪市教育委員会が、業者と共謀して、学校の維持運営費予算で裏金を作っていた。プールした総額は12億2500万円とみられている。大阪市立校の維持運営費予算で大量のインクやコピー紙を納入したようにして裏金を作っていた事件である。大阪市監査委員は「学校維持運営費に係る執行事務について、徹底的に調査・解明を行い、必要な措置を講じるとともに、今後、適正な事務執行が確保されるよう強く要望する。」との報告書をまとめた。さらに、市民グループは元大阪市教育委員会教育長や学校事務機センター（大阪市天王寺区東高津町）、楽器メーカー大手「ヤマハ」（静岡県浜松市）、柿本電機、日東電機など計4社を相手取り、総額十数億円の損害賠償を求める提訴したが、被告側が一部を市に返還する条件で、大阪地裁で和解が成立した。
- 岐阜県庁裏金問題が2006年に発覚、架空請求などを元に組織的に裏金を捻出し、現金や預金として各部署にプールしていた。第三者による検討委員会は、1992年度から2003年度までの12年間で約16億円9700万円の裏金があったと認定され、返還対象総額は利息を含め約19億2000万円に上る。認定はされていないが市民団体などが調査したところ、1986年度以降の20年間の裏金と遅延損害金計約81億円であるとして、その返還を梶原前知事ら元県幹部約70人に請求することなどを求める訴訟を岐阜地裁に起こしている。
- 大阪市は裏金づくりに関しての全庁調査を実施し、2008年2月13日中間報告を発表した。この調査は東住吉区役所の裏金づくりが発覚したことを受けて実施したものである。中間報告によると新たに建設局と8区役所で裏金計約1940万円が発覚した。いずれも職員の机やロッカーなどに通帳や現金のまま保管されていた。

同調査は2008年3月10日に結果報告書が出されたが、残金計4987万円、総額は2億8119万円に上った。ただしこの報告書において、市は環境局のプール金計9426万円について「同和対策事業の会計手続きを市が代行していたケースで他のプール金と性格が異なる」とするなど中間報告の計上分から作為的に除外し、裏金総額は1億8605万円と中間まとめよりも減額して公表した。しかも驚くべきことにこの裏金は職員個人名義の口座で管理されていたことがわかった。
その後2008年8月に、浪速区役所など7つの区役所において、新たに裏金が発覚した。この問題では、同年10月に、98人が処分を受けることとなった。平松邦夫市長は、これを以って一連の調査を終結するとしている。
これらの裏金には私的流用とみられる項目もあったが、平松邦夫市長は「まだ全容が解明されたとは言い切れない」と述べながらも、関係職員の処分の時期や返還請求額の規模などについて当初明言を避けていたことや、2008年8月に発覚した事例では、裏金での風俗店通いがあったと報告されているにもかかわらず、風俗店通いについては、特定できなかったなどとして追及・処分を断念するなど、同和問題に絡む問題だからか、その取り組み姿勢が前市長から後退したと指摘する声が上がっている。
- 神戸市役所では、業者から入手の白紙伝票を悪用するなどの手口で、パソコンなど総額約2億1000万円の物品を不正購入していたことが発覚。同市は2010年12月21日に、関わった職員について、計789人という、戦後最大級の懲戒処分を行った。

### 文教機関の裏金問題
2010年9月、山口大学の不正経理事件で26人が懲戒処分になった
。
2011年夏、朝日新聞が、関東を中心に、複数の大学で不正経理が行われていたことを報じた 。
2013年、研究費不正使用に厳罰が下される方針が文部科学省によって決定された。

#### 預け金
預け金とは、大学による補助金の不正使用の形態。購入していない物品を購入したように見せかけて業者に金を渡し、預かってもらうこと。2011年8月文部科学省調べによる預け金が確認された大学の金額ランキング第一位は東京農業大学の1318万円、2位は慶應義塾大学の895万円。

### 自衛隊
2004年末、防衛庁は陸上自衛隊警務隊員のカラ出張を認めた。霞ヶ浦駐屯地警務隊霞ヶ浦派遣隊所属の陸曹長が、出張したように見せかけて約5万9000円を受け取ったというもの。裏金づくりは、これ以前にも2003年5月、飯塚駐屯地で大がかりなカラ出張が行われていたことが内部告発され、国会で問題になった。
防衛省事務官の内部告発により、沖永良部島分屯基地でも、公費による私物の購入、補給品の私物化、不明朗な会計処理などの不正が常態化していたことが明らかになっている。

### 復興特別税を裏金に捻出
東日本大震災の復興特別税などを原資とした国費が、復興事業に参加したゼネコン（清水建設、安藤・間、大成建設など）の支店の幹部らに提供する目的で、各社の複数の下請会社によって裏金として捻出されていたことが、2020年7月27日に朝日新聞の報道で判明している。

## 賄賂事件

### 日本プロ野球
新人選手の獲得にあたっては契約金の最高標準額（1億円＋出来高5000万円）が申し合わされている。しかし、実際にはドラフト上位選手に対しては最高標準額以上の裏金が飛び交っていると言われている。裏金が飛び交う原因として、ドラフト対象となる選手（特に大学生）にとって、所属チームの監督や両親の意向は絶対的であることがある。スカウトが所属チームの監督や両親に金銭を渡し、選手を説得しようと試みる。有力選手であればあるほど、多額の金銭が飛び交うと言われている。その逆指名における裏金が明るみに出たのが2004年の一場事件である。更に2007年に発覚した横浜ベイスターズによる、2004年に自由獲得枠で入団した那須野巧投手への、契約金の最高標準額や1年目の年俸の申し合わせ額の逸脱がある。ただし当時の横浜球団としては、裏金と契約金の上乗せは範疇が異なると理解していたと発表されている。また、新人獲得時の裏金は、球団経営を圧迫する原因とも言われている。2004年にプロ野球再編問題が勃発した時には、プロ野球経営がいかに杜撰で丼勘定であったかが露呈した。2012年10月11日のテレビ東京「解禁!暴露ナイト」で、元プロ野球選手の愛甲猛は、昔から裏金は当たり前であり、球団が高校生に対してお小遣いは10万を渡したり、未成年である高校生に風俗へ行かせるなどしていたと話した。そして、現在はそれがさらに巧妙になっていると話している。
2007年3月、プロ野球の埼玉西武ライオンズが東京ガスの木村雄太や早稲田大学の清水勝仁に「栄養費」として約1300万円の金を渡していたことが問題となった（これにより木村は謹慎、東京ガスチームも対外試合禁止となった。清水は退部）。この問題を調べていた同年4月の西武の調査委員会の中間報告では、94年から05年までに契約金の最高標準額を越えて12億円近くが支払われたと発表された。またアマチュアチーム関係者など、延べ170人に謝礼金が渡されていたことも合わせて発表された。
- 木村は、秋田経済法科大学附属高等学校3年生だった2004年1月から東京ガス入社の同年9月までの間月額30万円の金銭を受け取っていた。日本高校野球連盟は、2007年3月10日、プロ野球側に対し、高校関係者の関与について説明を求めたことを明らかにした。
- 清水が専修大学北上高等学校3年生の秋頃、同校教諭で野球部副部長が選手の父親と一緒に西武との「覚書」にサインしていたことを専大北上高校の校長が2007年3月14日に記者会見で明らかにした。続く3月15日、日本高等学校野球連盟の参事は、記者会見で、清水が金銭を受け取っていただけでなく、高校生がプロの練習に参加していた事実に「目を疑うような内容」と驚きを隠さなかった。

### 日本プロサッカーリーグ（Jリーグ）
プロ野球と同じく、Jリーグでも選手の獲得に際して契約金以外の物品を渡すことはJリーグ規約によって禁じられている。
なおJリーグで裏金等の不正が発覚した場合には、制裁金のみでなく、リーグ戦における勝点減、下位ディビジョンへの降格、カップ戦への出場権剥奪、Jリーグからの除名（登録チームへの降格、サッカー界からの追放）などチームの勝敗や人気・経営面に影響する厳罰が課される。
1993年の開幕以後Jリーグにおいて、裏金に関する報道は皆無で、これまで裏金によって罰則が下った例はない。

### 原子力関連
- 2007年から2008年にかけ、青森県むつ市内に建設中の使用済核燃料中間施設を巡り、用地買収交渉の費用が、ゼネコン・西松建設から東京電力の当時の清水正孝・皷紀男両元副社長（清水はその後社長となる）に対し送られた裏金約2億円によって捻出されていたことが判明した[11]。茂木敏充経済財政担当大臣は、東京電力に対し調査を命じるとしている[12] が、菅義偉官房長官は「私的な契約にはコメントできない」としている[13]。
- また、西松建設は、福島県楢葉町の草野孝前町長の親族企業である「草野建設」に対し、2003年から2004年にかけ、計2億3000万円を無担保融資していたことが明らかになっている。東京電力が働き掛けていた疑いがある[14]。